# Xavier Grall
Pour les articles homonymes, voir Grall.
Xavier Grall, né le 22 juin 1930 à Landivisiau et mort le 11 décembre 1981 à Quimperlé, est un poète, écrivain et journaliste français.

## Biographie

### Enfance et formation
Il est le neuvième d’une famille de dix enfants dont le père, tanneur, est proche du catholicisme social prôné par Le Sillon.
D'après Pierre-Jakez Hélias, il ne parlait pas breton.

### Carrière
Il entre en 1952 dans l'équipe de rédaction de La Vie catholique et en deviendra le secrétaire général en 1961.
Il épouse Françoise Jousse, avec qui il aura cinq filles. Il collabore également au journal Le Monde, à l’hebdomadaire Témoignage chrétien et au mensuel Bretagne.
Selon Jean Rohou, Xavier Grall est issu d'« une bourgeoisie riche et bien pensante : d'un côté des patrons tanneurs "depuis des siècles", de l'autre un notaire conseiller général. Son père fut maire de Landivisiau de 1941 à 1944. (...) Conséquence : à la fois favorisé et censuré par un milieu qui lui interdisait de jouir des possibilités qu'il lui offrait. C'était à la fois un privilégié et un révolté (...) ».
Il participe à la Guerre d'Algérie. Il surnomme les gens de sa génération la « génération du djebel ».
En 1966, il participe à la journée des écrivains de l'Ouest à Nantes.
Au début des années 1970, il fonde le journal nationaliste breton la Nation bretonne avec Alain Guel et Glenmor, où il publie ses textes sous le pseudonyme de "Saint Herbot".
Xavier Grall redevient breton lorsqu’il quitte Paris en 1973, pour retourner définitivement dans la région de Pont-Aven, à Nizon, dans la ferme de Botzulan.
En 1977, il publie l'ouvrage Le cheval couché où il évoque son désir d'une « Bretagne préservée aux valeurs latines. ».
Après le naufrage de l'Amoco Cadiz en 1978, il compose un poème sur la pollution engendré sur le paysage. La même année, il rend hommage à Georges Perros.

### Décès
Il meurt en 1981.

## Polémique

### Pierre-Jakez Hélias
Xavier Grall accuse Pierre-Jakez Hélias d'avoir une vision d'une Bretagne immobile et passéiste.

## Postérité
Jean Rohou décrit Xavier Grall en ces termes :
Prisonnier de l’hypocrite bigoterie d’une petite bourgeoisie provinciale, Grall s’est voulu un collégien subversif, puis un poète, journaliste et pamphlétaire parisien, adversaire des normes et dénonciateur de toute hypocrisie.

### Travaux
Ces textes sont étudiés par Dominique Carlat dans ses travaux sur l'alcool.

### Hommages
Une plaque lui rend hommage 58 rue du Théâtre (15e arrondissement de Paris), où il vécut de 1951 à 1960[réf. nécessaire].

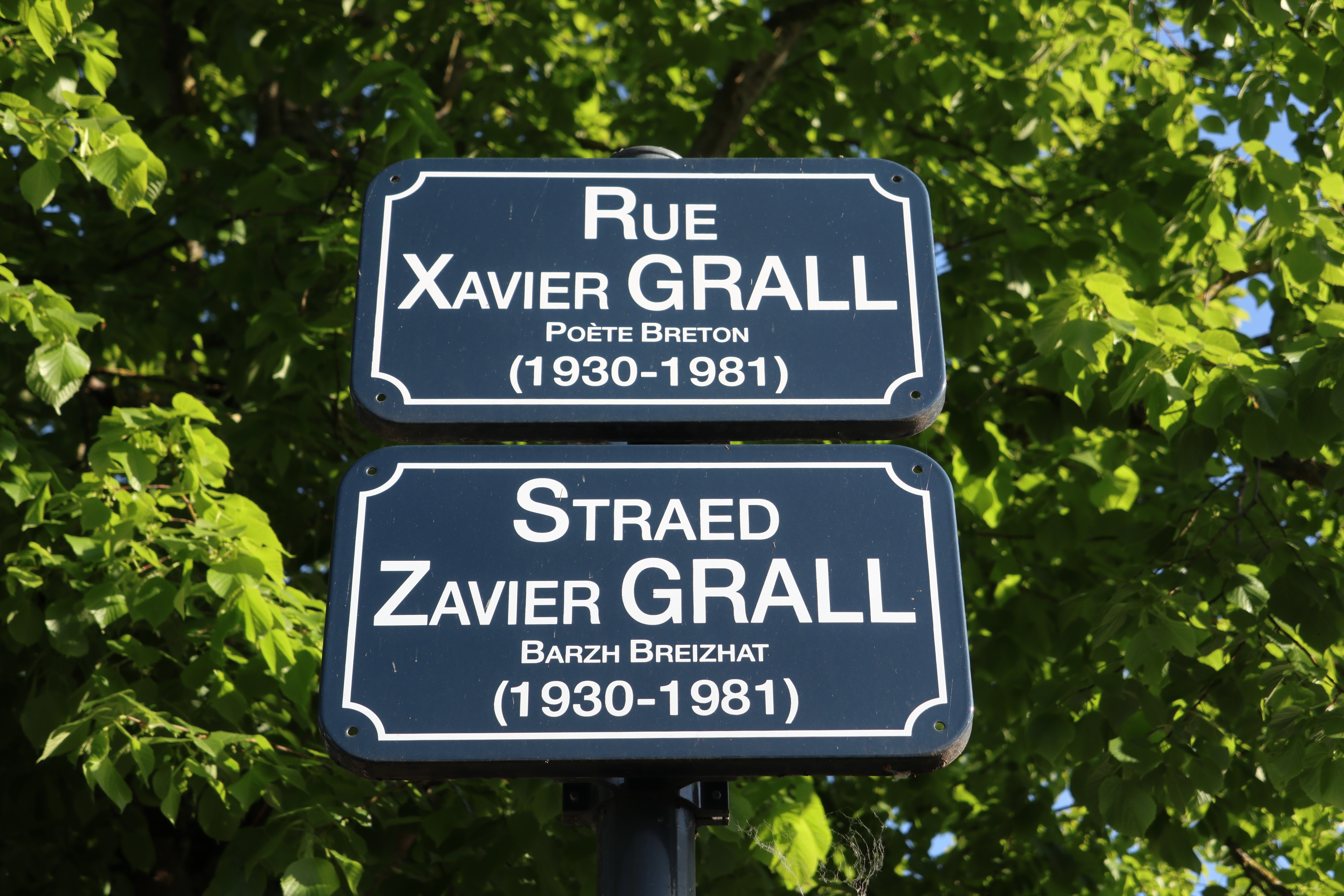
Plaque de la rue Xavier-Grall à Rennes.

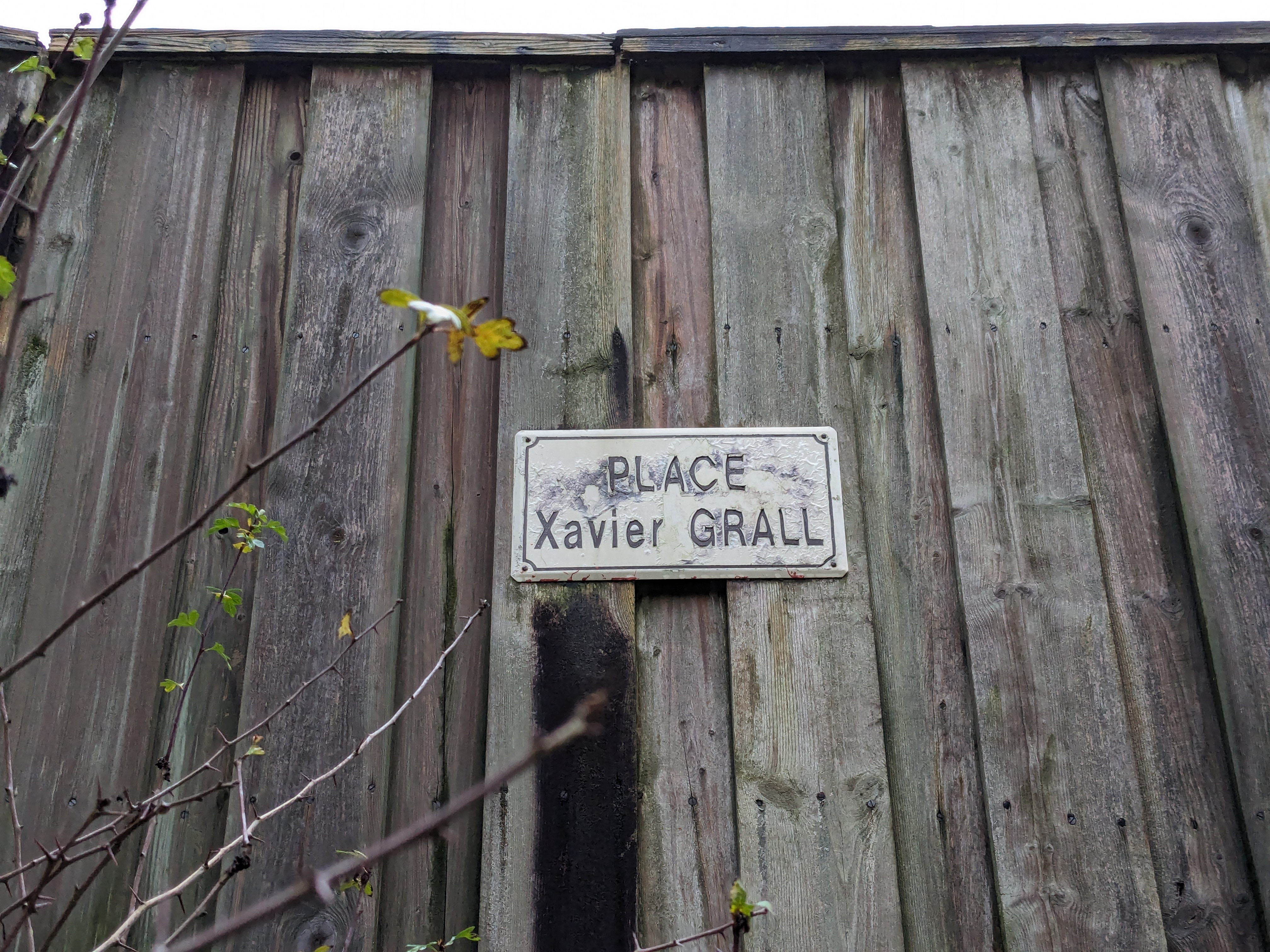
Plaque de la Place Xavier Grall à Landivisiau.

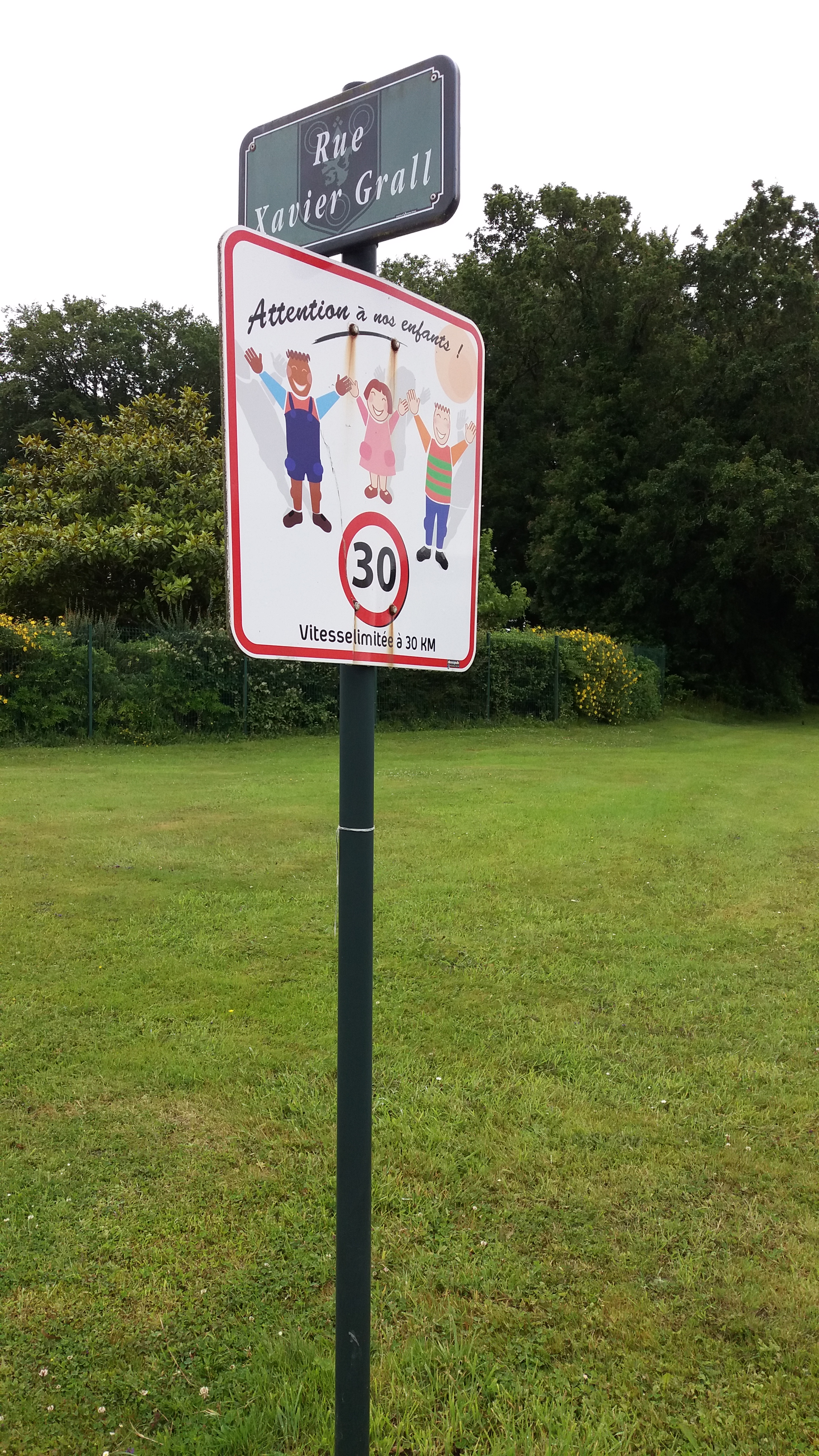
Plaque de la Rue Xavier Grall à Pencran.

Un hommage est organisé en 2011 par l'UBO pour le Mois de la poésie.
En 2021, la troupe Ar Vro Bagan et la médiathèque de Plouguerneau organisent un hommage.
Une scène du festival des Vieilles Charrues porte son nom,.
Un prix littéraire a été créé en 2006 en hommage à Xavier Grall.
Lauréats : 
- Jean-Paul Kermarec (d) (2006)[23]
- Jacqueline Saint-Jean (d) (2007)[24]
- Marie-Josée Christien (2009)[25]
- Nicole Laurent-Catrice (2011)[26]
- Alexis Gloaguen (2012)[27]
- Colette Wittorski (d) (2013)[28]
- Louis Bertholom (2014)[29],[30],[31]
- Lydia Padellec (2017)[32]
- David Giannoni (d) (2018)[33]
- Emmanuelle Le Cam (2019)[34]
- Serge Pey (2020)[35]
- Françoise Pelherbe (d) (2021)[36]
- Eric Chassefière (d) (2022)[37]
- Nadine Agostini (2023)[22]
- Jean Azarel (d) (2024)[38]
- Catherine Urien (2025)[39].

Une sculpture est érigée en son honneur à Pont Aven.
La ville de Landivisiau possède une médiathèque municipale qui porte son nom.
Un service du CHU de Rennes porte son nom.
La commune de Merlevenez possède une salle municipale à son nom.
Plusieurs communes en Bretagne ont attribué son nom à une rue : à Carhaix-Plouguer, à Gévezé, à Ergué-Gabéric, à Nantes, à Plouvorn[réf. nécessaire], à Thorigné-Fouillard et à Yffiniac.
Daoulas rend en hommage à Xavier Grall en 2013 en sonnant son nom à une rue de l'écoquartier du Pouligou.
Jean-Marie Borzeix évoque sa mémoire dans une émission du 11 juin 2009 sur France culture.

## Publications
- James Dean et notre jeunesse, Éditions du Cerf, 1958 ; rééd. Quimperlé, Le Bateau-Livre, 1994.
- Mauriac journaliste, Ed. du Cerf, coll. Tout le monde en parle, 1960 ; rééd. Le Bateau-Livre, 1994.
- La Génération du Djebel, Ed. du Cerf, 1962, rééd. Le Bateau-Livre, 1994.
- Africa blues, Calmann-Lévy, 1962 ; rééd. Terre de Brume, 2011.
- Cantiques à Mélilla, Calmann-Lévy, 1964 ; rééd. Calligrammes, 1984 ; Terre de Brume, 2011.
- Le Rituel breton, Le Ponant, 1965; rééd. Calligrammes, 1986.
- Barde imaginé, Éditions Kelenn, 1968 ; rééd. Mazarine, 1979 (précédé de La Fête de nuit), Terre de Brume, 2010.
- Keltia Blues, Éditions Kelenn, 1971.
- Glenmor, Seghers, coll. Chansons d'aujourd'hui, 1972.
- La Fête de nuit, Éditions Kelenn, 1972 —  Prix Bretagne 1972, rééd. Terre De Brume, 2010. Édition en breton: Ar fest-noz, Hor Yezh, 1988.
- Amour Kerne, Avignon, Les Dits du Pont, 1993.
- La Fête de nuit suivi de Barde imaginé, et de deux nouvelles inédites: Entendras-tu le vent chanter dans le grand chêne ? et Si loin de toi, Tristan…, Mazarine, 1979.
- La Sône des pluies et des tombes, Éditions Kelenn, 1976 ; rééd. éditions Calligrammes, 1990.
- Des rats pleins la tête, An Here, 2002.
- Glenmor, barde, pèlerin et contrefait, avec Hervé Le Borgne, Coop-Breizh, 2004.
- Rires et Pleurs de l'Aven, illustré par Claude Huart, Las edicions dau chamin de Sent Jaume, 2006.
- Le Cheval couché, Hachette, 1977, rééd. Livre de poche, 1978 ; Terre de Brume, 2013.
- Stèle pour Lamennais, Mazarine, 1978 ; rééd. Terre de Brume, 2015.
- Arthur Rimbaud, la marche au soleil, Mazarine, 1980 ; rééd. Calligrammes, 1989, Terre de Brume, 2012.
- Solo et autres poèmes, éditions Calligrammes, 1981. Édition en breton par Naig Rozmor, Emgleo Breiz, 2007.
- Genèse et derniers poèmes, éditions Calligrammes, 1982.
- La Marche des calvaires, illustré par Katell Le Goarnig, Les Vents d'Ouest, 1982.
- Les vents m'ont dit, éditions Calligrammes, 1982 ; rééd. Les Oiseaux de papier, 2016 ; Terre de Brume, 2018.
- Et parlez-moi de la terre..., éditions Calligrammes, 1983 ; rééd. Terre de Brume, 2013.
- L'inconnu me dévore, éditions Calligrammes, 1984 ; Terre de Brume, 2011 ; Ed. des Équateurs, 2018.
- Les Billets d'Olivier, éditions Calligrammes, 1985 ; rééd. Éditions du Cerf, 1985 ; Terre de Brume, 2017.
- Chroniques de l'Indien I et II, éditions Calligrammes, 1995 et 1996
- Kan ha diskan, correspondance entre Grall et Glenmor, rassemblée et présentée par Mikaela Kerdraon, Coop-Breizh, 2007.
- La Rimb', pièce radiophonique mettant en scène Vitalie Rimbaud dans un monologue, Terre de Brume, 2012.
- Mémoires de ronces et de galets, textes donnés à la revue Sav Breizh, 2002, An Here, 2002 ; rééd. Terre de Brume, 2014.
- Au nom du père, recueil de textes parus dans La Vie An Here, 2003, 486 p.
- Œuvre poétique, éditions Rougerie, 2010, rééd. éditions Calligrammes, 2021, 2023, préface d'Yvon Le Men, postface et chronologie d'Annie Kerhervé
- Le Monde vu de Bretagne, Chroniques 1954-1981, éditions Calligrammes, préface et notes de Ronan Nédélec, 372 pages, 2023.

### Disques
- Allez dire à la ville, deuxième album 33 tours de Dan Ar Braz, où le musicien chante six titres de X. Grall, Disc'Az, 1978.
- L'Inconnu me dévore, textes dit par Yves Branellec, harpe de Kristen Noguès, percussion de Jean Chevallier, éditions Music'3 / Keltia musique  (ISBN 978-2-3622-9462-4)